# 12-es főút (Új-Zéland)

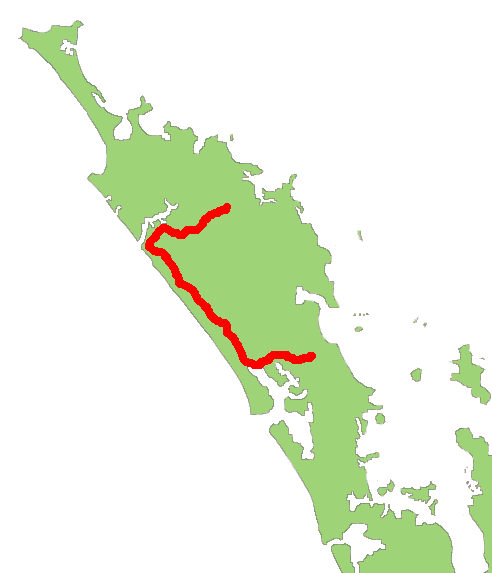
A 12-es főút vonalvezetése

Az új-zélandi 12-es főút (New Zealand State Highway 12, SH 12) az Északi-sziget Northland régiójában, nagyobbrészt a Northland-félsziget nyugati partja mentén halad. Az 1-es főútból indul ki és abba is csatlakozik vissza. Egyes szakaszai részét alkotják a Twin Coast Discovery Highway túraútvonalnak, amelyet a külföldi látogatók számára ajánlanak az Északi-sziget mindkét partjának felfedezése érdekében.

## Útvonala
Az SH 12 számozása, mint Új-Zéland országos főútvonalaié általában, északról indul. Ohaeawainál ágazik ki az 1-es főútból, innen délnyugatnak halad Kaikohe felé, majd nyugatnak fordulva éri el a Hokianga Harbour öblét. A Hokianga és a Tasman-tenger találkozásánál lévő Opononi helységnél fordul délkeletre, innen nagyjából a tengerparttal párhuzamosan fut azon a vidéken, amit a kaurierdőkről Kauri-partnak (Kauri Coast) is neveznek. Áthalad a Waipoua-erdőn, majd eléri Dargaville települést, ahol találkozik a 14-es főúttal, majd folytatódik délkelet felé a Wairoa folyó mentén Ruawai helységig, ahol keletnek fordul. Áthalad Matakohe helységen, ami a Kauri Museumról nevezetes, eléri a Kaipara Harbour nevű öböl egyik ágát, majd áthalad Maungaturoto településen és Brynderwyn helységnél, Waiputól 15 kilométerre délre visszacsatlakozik az 1-es főútba.

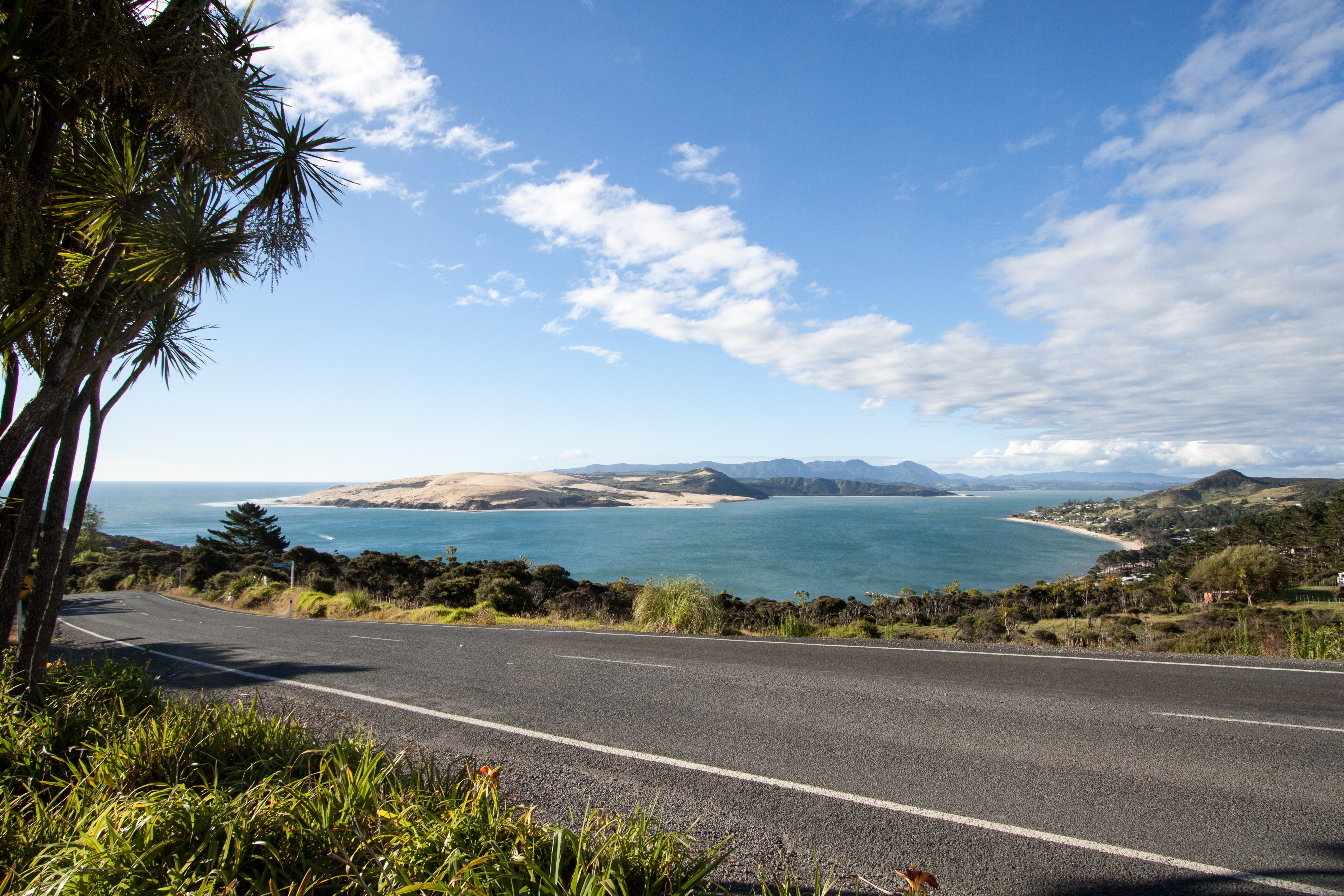
A Hokianga Harbour öblének bejárata a 12-es útról
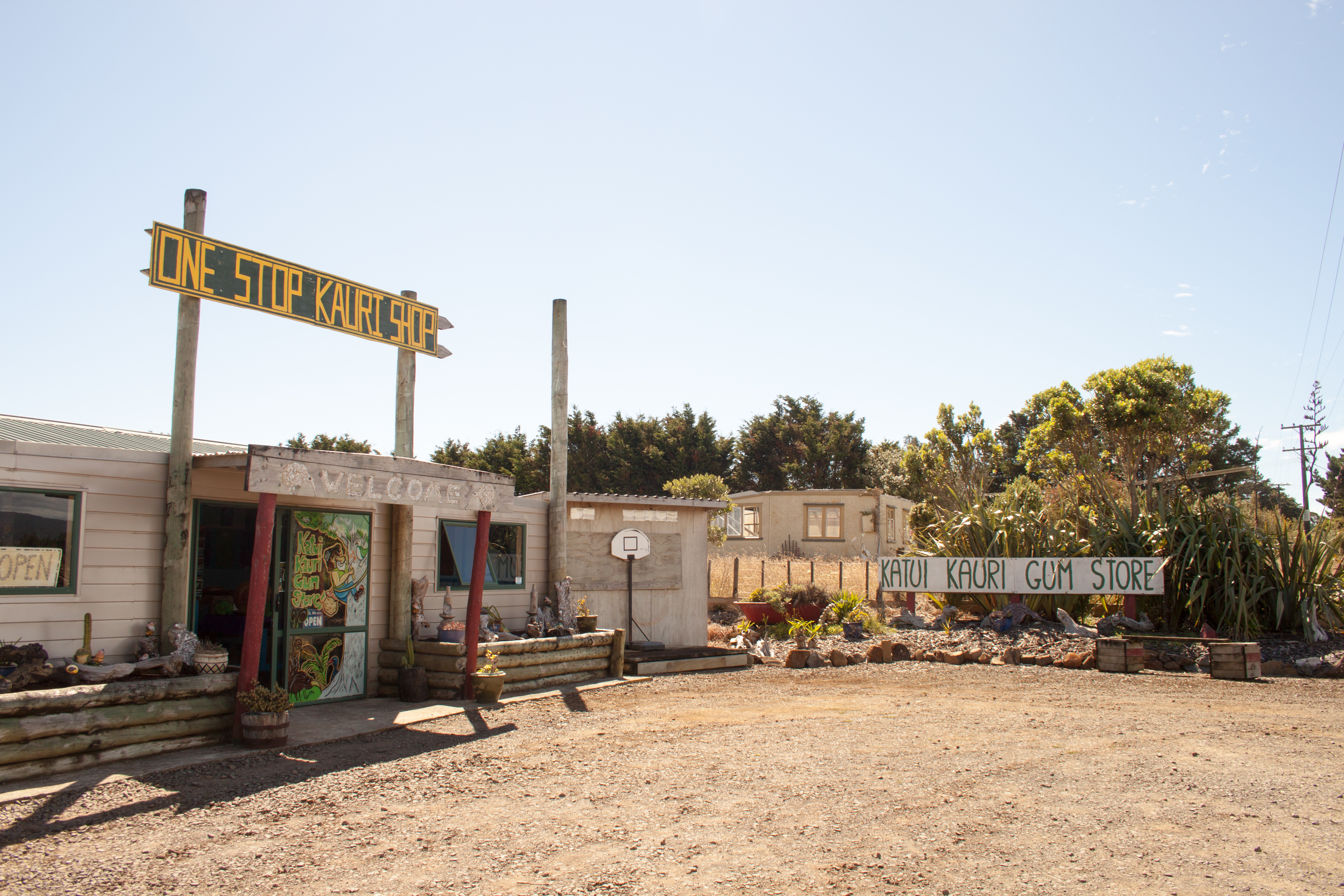
Kaurikopált árusító üzlet a 12-es úton
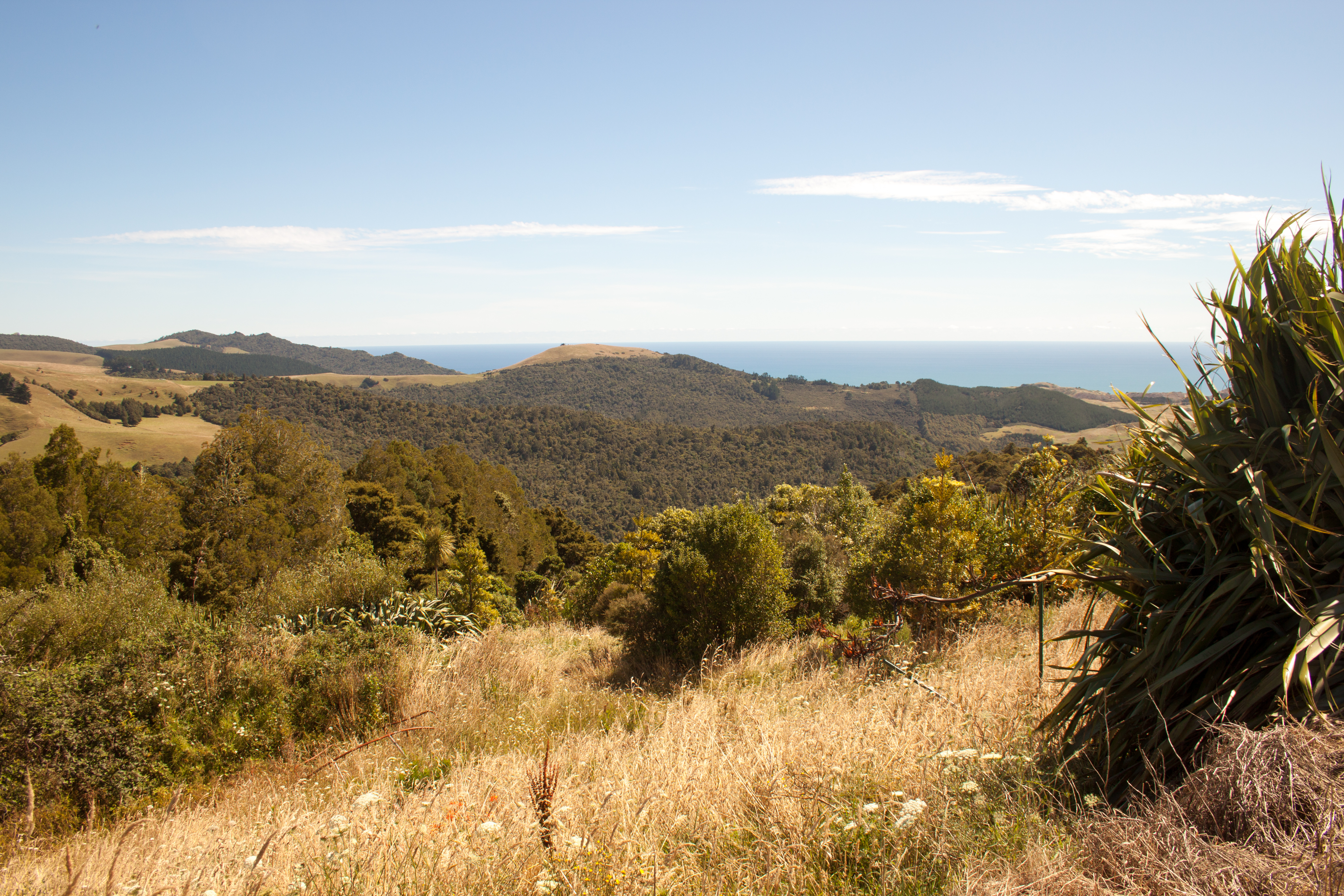
Kilátás a Tasman-tengerre a 12-es útról
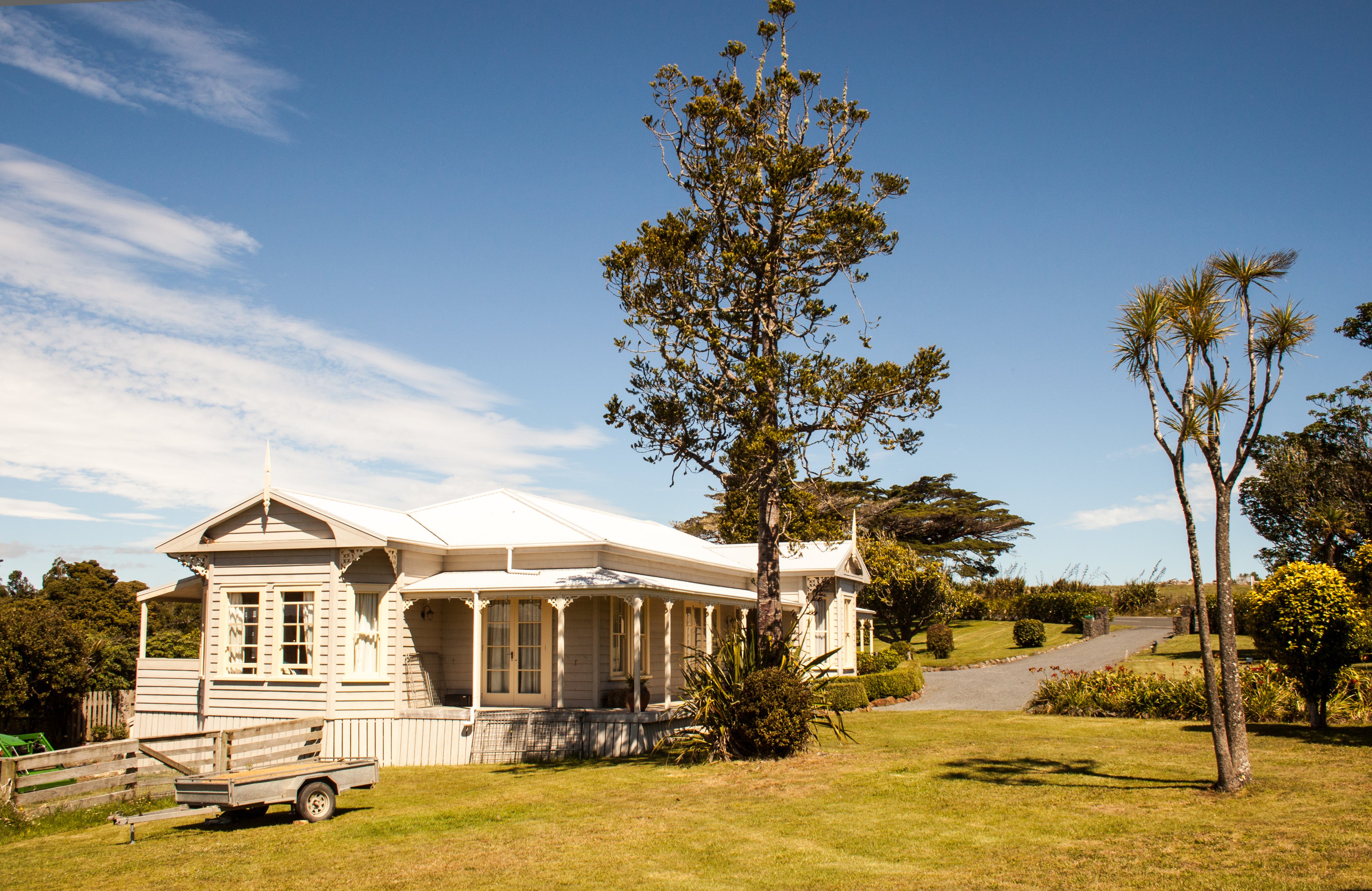
Kis szálloda a 12-es úton
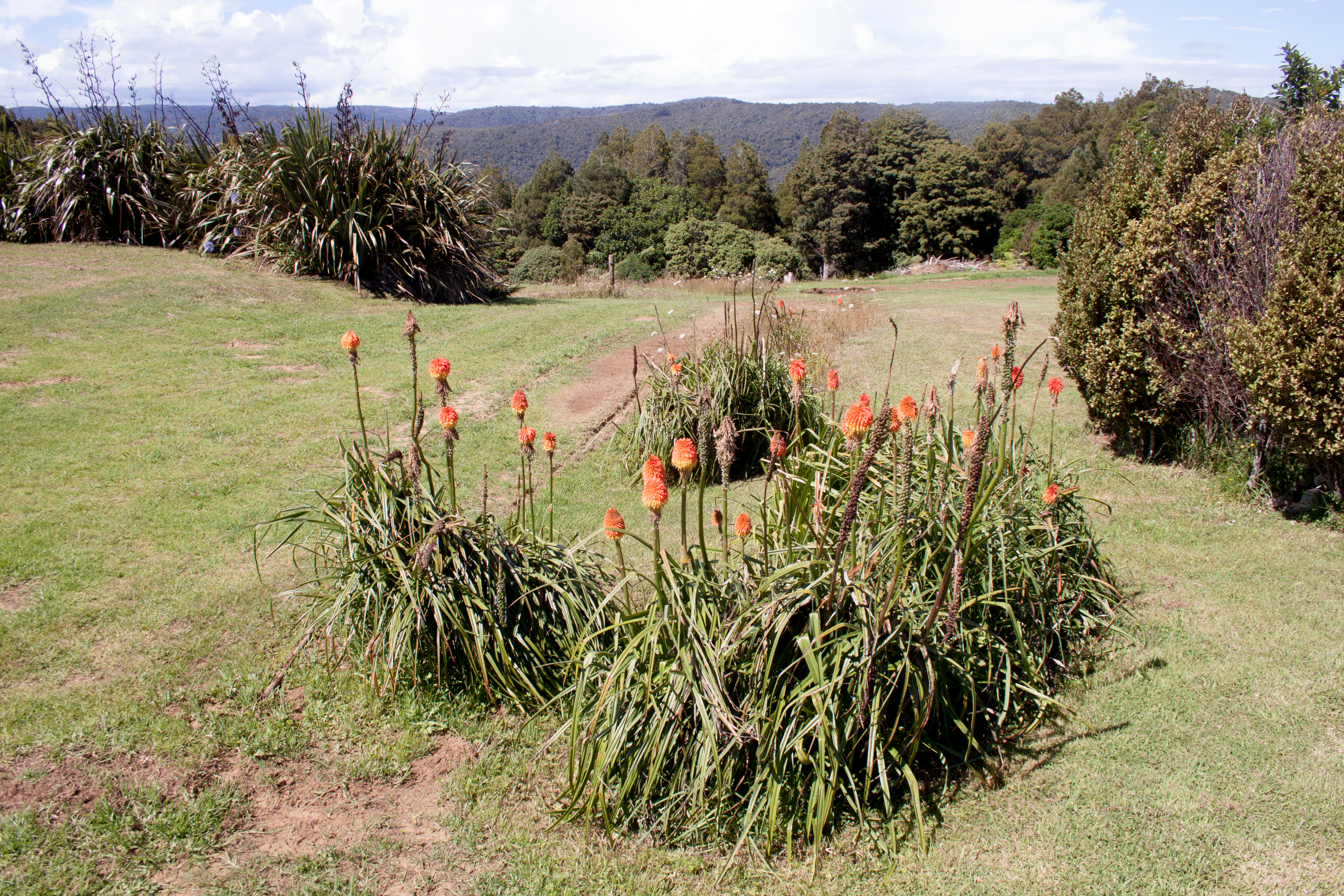
Kilátás a Waipoua-erdő felé a 12-es útról

## Fordítás
- Ez a szócikk részben vagy egészben a New Zealand State Highway 12 című angol Wikipédia-szócikk ezen változatának fordításán alapul.  Az eredeti cikk szerkesztőit annak laptörténete sorolja fel. Ez a jelzés csupán a megfogalmazás eredetét és a szerzői jogokat jelzi, nem szolgál a cikkben szereplő információk forrásmegjelöléseként.